# مک آلمونت، آرکانزاس
مک آلمونت (به انگلیسی: McAlmont) یک منطقهٔ مسکونی در ایالات متحده آمریکا است که در شهرستان پلاسکی، آرکانزاس واقع شده‌است. مک آلمونت ۴٫۱۲ کیلومتر مربع مساحت و ۲۸۸ نفر جمعیت دارد و ۸۲ متر بالاتر از سطح دریا واقع شده‌است.